# メナンドロス1世
メナンドロス1世（Menandros、古代ギリシア語: Μενανδρου、? - ?）は、西北インドに建てられたギリシャ人によるヘレニズム系王朝（インド・グリーク朝）の国王（在位：紀元前155年頃 - 紀元前130年頃）。仏典では「ミリンダ王（弥蘭陀王、旻隣陀、無崙荼王）」の名前で表記される。仏僧ナーガセーナ（那迦犀那）と問答を交わしたことで知られ、二人の応答はパーリ語（『ミリンダ王の問い』）、漢語（『那先比丘経』）などに訳された。『ミリンダ王の問い』ではナーガセーナとの問いの後にメナンドロスが仏教を信仰するようになったことが記されているが、記述の真偽は明確になっていない。

## 生涯
メナンドロス1世はエウテュデモス1世、デメトリオス1世の王統に属する一分家の出身であると考えられている
。
ナーガセーナとの問答の中で、メナンドロス1世は「アラサンダ」が自身の生地だと答えた。アラサンダは「アレクサンドリア」の意であり、各地に存在する「アレクサンドリア」のいずれがメナンドロスの生地であるかで意見が分かれている。フランスの東洋学者アルフレッド・フーシェは、ヒンドゥークシュ山脈南麓のカーピシーをメナンドロスの生地と推測した。
『ミリンダ王の問い』の中ではメナンドロスが19種類の学問・技術を修得していたことが述べられ、ギリシャ世界・インド世界両方の教養を身に付けていたと言われている。また、ナーガセーナとの対話の中で通訳の存在について述べられていないことから、メナンドロスはインドの言語にも通じていたと考えられている。父が没した後、おそらくメナンドロスはその跡を継いで即位した。メナンドロスはジャムナ川、ガンジス川流域の東への進出を試み、サーケータ（アヨーディヤー）、パータリプトラ（パトナ）を獲得した。しかし、同盟者であるインド諸王の間に起きた対立のため、ガンジス流域を放棄しなければならなかった。
メナンドロス1世はパンジャーブ地方のシャーカラ（サーガラ）を都に定め、アフガニスタンから北インドに至る領土を治めた。シャーカラの位置について、パキスタンパンジャーブ州のシアールコートを比定する説が有力視されている。シャーカラの位置については異説もあり、シェイク・プラ、タキシラとする説もある。ラホールの西90kmに位置する都市で、発音が似ており、多くの遺跡が存在するサングラをシャーカラとする意見も存在する。
晩年にメナンドロスが譲位し出家したとする伝説が残るが、帝政ローマ時代のプルタルコスはメナンドロスが陣中で没したことを記している。死後に多くの都市がメナンドロスの遺骨を巡って争ったため、都市の代表者による協議の末に遺骨はそれぞれの都市に分配される。インドを支配したギリシャ人君主の中で唯一インド側の文献に名前が記されている人物であり、プルタルコスは著書『モラリア』でメナンドロスを理想的な王に挙げた。
メナンドロスの子孫については明らかになっていないが、アルテミドロスは彼の子孫であると推測されている。

## メナンドロス1世の硬貨

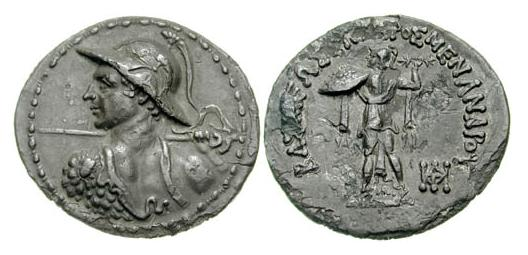
メナンドロス1世の肖像のある硬貨

メナンドロス1世が鋳造した硬貨は種類・量ともに多く、他のインドのギリシャ人君主が発行した硬貨よりも広範な地域で流通していた。22種類、金・銀・銅の3種の硬貨を鋳造・流通させ、硬貨には若年期から老年期までのメナンドロスの肖像画が刻まれている。メナンドロスの硬貨には仏教のシンボルとも言える法輪が刻まれているが、インドでは仏教以外の宗教が法輪を用いた例もあり、硬貨の法輪のみを根拠としてメナンドロスが仏教を信仰していたと断言する事は難しい。東はマトズラー、西はカーブル、南はグジャラート、北はカシミールに至る地域でメナンドロスの硬貨が発見され、南ウェールズの都市の遺跡からはローマで鋳造された硬貨とともにメナンドロスの硬貨が発見された。メナンドロスの死後も彼の硬貨は長く使用され、彼が没してから200年後にグジャラート地方のバリュガザで硬貨が通用していた報告が『エリュトゥラー海案内記』に残されている。
パキスタンのバジャウルでは、メナンドロスの時代に鋳造された貨幣とともに、彼の名前が入れられた舎利容器が出土した。発見された舎利容器をメナンドロスの仏教信仰の証明と主張する意見があるが、一方でメナンドロス自身が仏教を信奉していたのではなく舎利容器がメナンドロスの治世に奉納されたことを示すに過ぎないとする見解もある。

## 関連文献
- CiNii>ミリンダ[リンク切れ]
- INBUDS>ミリンダ
- クロード・レヴィ＝ストロース 著、川田順造 訳「第9部 回帰、39 タクシーラ（タキシラ）」『悲しき熱帯』 2巻、中央公論新社、1905年。ISBN 412160007X。OCLC 675536991。